# Gustavo Beytelmann
 (novembre 2021).
La mise en forme du texte ne suit pas les recommandations de Wikipédia : il faut le « wikifier ».
Les points d'amélioration suivants sont les cas les plus fréquents. Le détail des points à revoir est peut-être précisé sur la page de discussion.
- Les titres sont pré-formatés par le logiciel. Ils ne sont ni en capitales, ni en gras.
- Le texte ne doit pas être écrit en capitales (les noms de famille non plus), ni en gras, ni en italique, ni en « petit »…
- Le gras n'est utilisé que pour surligner le titre de l'article dans l'introduction, une seule fois.
- L'italique est rarement utilisé : mots en langue étrangère, titres d'œuvres, noms de bateaux, etc.
- Les citations ne sont pas en italique mais en corps de texte normal. Elles sont entourées par des guillemets français : « et ».
- Les listes à puces sont à éviter, des paragraphes rédigés étant largement préférés. Les tableaux sont à réserver à la présentation de données structurées (résultats, etc.).
- Les appels de note de bas de page (petits chiffres en exposant, introduits par l'outil «  Source ») sont à placer entre la fin de phrase et le point final[comme ça].
- Les liens internes (vers d'autres articles de Wikipédia) sont à choisir avec parcimonie. Créez des liens vers des articles approfondissant le sujet. Les termes génériques sans rapport avec le sujet sont à éviter, ainsi que les répétitions de liens vers un même terme.
- Les liens externes sont à placer uniquement dans une section « Liens externes », à la fin de l'article. Ces liens sont à choisir avec parcimonie suivant les règles définies. Si un lien sert de source à l'article, son insertion dans le texte est à faire par les notes de bas de page.
- La présentation des références doit suivre les conventions bibliographiques. Il est recommandé d'utiliser les modèles {{Ouvrage}}, {{Chapitre}}, {{Article}}, {{Lien web}} et/ou {{Bibliographie}}. Le mode d'édition visuel peut mettre en forme automatiquement les références.
- Insérer une infobox (cadre d'informations à droite) n'est pas obligatoire pour parachever la mise en page.

Pour une aide détaillée, merci de consulter Aide:Wikification.
Si vous pensez que ces points ont été résolus, vous pouvez retirer ce bandeau et améliorer la mise en forme d'un autre article.
Gustavo Beytelmann (né en 1945 a Venado Tuerto) est un pianiste et compositeur de tango argentin,.

## Biographie
Enfant, Beytelmann a appris à jouer du piano et a joué avec l'orchestre de danse, dans lequel son père jouait du violon,. Il a étudié la musique à l'Université de Rosario et a pris des cours de composition auprès de Francisco Kröpfl ,. Il a composé des musiques de films (entre autres pour La Maffia, Quebracho et Los Gauchos Judios) et a travaillé comme directeur musical pour la maison de disques Microfon.
En 1976, il quitte l'Argentine pour des raisons politiques et s'installe à Paris en tant que pianiste et compositeur. En 1977, il accompagne Astor Piazzolla lors de sa tournée européenne. Avec d'autres musiciens argentins en exil, il fonde alors le groupe Tiempo Argentino, pour lequel il travaille également comme compositeur. Après un temps à Rome, où il compose pour la radio, la télévision et le cinéma, il fonde un trio à Paris avec Juan José Mosalini et Patrice Caratini, avec lesquels il parcourt l'Europe pendant douze ans et enregistre trois albums.
Parallèlement, il a intensifié son activité de compositeur. Il a composé pour le cinéma et la télévision en Allemagne et en France et a été compositeur municipal à Dijon de 1995 à 1998. En 1996, il est devenu directeur du département tango du conservatoire de Rotterdam,. En 2002, il a donné des conférences invitées à l'invitation des universités de Seattle et de Bellingham et a dirigé des représentations de ses œuvres aux États-Unis.
De 2002 à 2003, Beytelmann est compositeur en résidence à Guebwiller. En 2004, il a donné un concert au Teatro Colón au Festival de tango à Buenos Aires. Depuis 2005, il donne des master classes à l'Académie de musique de Monaco. En 2008, il a été compositeur en résidence au festival international de musique de Moritzburg.
Le 7 avril 2022, Beytelmann lance le single Revirado avec la participation de Stick&Bow. L'album "Piazzolla, Beytelmann : Veni, Vola, Veni" est attendu le 3 juin 2022, sous l'étiquette Analekta.

## Discographie
- Astor Piazzolla et son octuor électronique : Olympia, 1977
- Trio Mosalini-Beytelmann-Caratini : Violento
- Trio Mosalini-Beytelmann-Caratini : La Bordona
- Trio Mosalini-Beytelmann-Caratini : Imágines
- Un Argentin au Louvre
- Tango a la Duke
- Classique et moderne
- Continuons
- Corps perdus
- Sanata et Clarification I et II
- Piazzolla : Patagonia Express Trio ; Berlin Classics 2021[3]

### Revirado
En prélude à la sortie de l'album "Piazzolla, Beytelmann : Veni, Vola, Veni" attendu le 3 juin 2022, sous l'étiquette Analekta, Gustavo Beytelmann et Stick&Bow publie un premier single, Revirado. Cette œuvre a été composée dans les années 70 par Astor Piazzolla pour son quintet (bandonéon, violon, piano, guitare électrique et contrebasse). L'arrangement de cet enregistrement est de Beytelmann pour vibraphone, piano et violoncelle.

## Compositions
| Titre original                   | Nom(s) du créateur |
| -------------------------------- | --- |
| 3 Retratos 1 2 Y 3               | Gustavo Beytelmann |
| 8 Petites études autour du tango | Dp , Gustavo Beytelmann |
| Aire de milonga                  | Gustavo Beytelmann, Olivier Bonnet |
| Alternancias                     | Gustavo Beytelmann |
| Altiplano El Canto Indoam        | Alvez Sugar , Gustavo Beytelmann |
| Ancestros                        | Gustavo Beytelmann, Juan Enrique Farías Gómez |
| Ariane 6                         | Hermann-Christoph Müller, Gustavo Beytelmann, Eduardo Anibal Makaroff                                                                              |
| Au bout du monde                 | Christine Costa, Jacques Gandon, Gustavo Beytelmann, Lucienne Francoise Le Gall                                                                    |
| Ausencia                         | Gustavo Beytelmann |
| Ausencias                        | Gustavo Beytelmann |
| Batte Botte                      | Gustavo Beytelmann |
| Bento Va                         | Rolando Jose Hernandez , Gustavo Beytelmann |
| Bethsabee Au Bain                | Gustavo Beytelmann |
| Buenos Aires Lejano              | Gustavo Beytelmann, Calchay |
| C'est une maison                 | Luce Dauthier , Gustavo Beytelmann |
| Cancion De Raquel                | Gustavo Beytelmann, Leonardo Roberto Castillo |
| Cantemos El Taki Takirari        | Alvez Sugar , Gustavo Beytelmann |
| Cinq esquisses                   | Gustavo Beytelmann |
| Cinq Imagenes                    | Gustavo Beytelmann |
| Clasico Y Moderno                | Gustavo Beytelmann |
| Concertino Pour Trompette Et E   | Gustavo Beytelmann |
| Coplas De Humahuaca              | Carlos Arturo Meyer, Gustavo Beytelmann, Osvaldo Eduardo Bosch                                                                                     |
| Corps perdus                     | Gustavo Beytelmann |
| Creceras Con El                  | Gustavo Beytelmann, Leonardo Roberto Castillo |
| Cronicas Arr                     | Gustavo Beytelmann, Marina Cedro |
| Cuando Es Tiempo Del Amor        | Carlos Arturo Meyer, Gustavo Beytelmann, Juan Carlos Zaraik Goulou                                                                                 |
| Dedicace                         | Gustavo Beytelmann |
| Definiciones En La Menor         | Gustavo Beytelmann, Marina Cedro |
| Delits de femmes                 | Denis Guy Marc Barthe, Gustavo Beytelmann, Jean-Paul Roy, Vincent Bosler Valhere                                                                   |
| Ecos                             | Gustavo Beytelmann |
| El Baile Final                   | Hermann-Christoph Müller, Gustavo Beytelmann, Eduardo Anibal Makaroff                                                                              |
| El Carrusel                      | Abad Garcia Berlanga Maria Roser, Sarduy Dimet Carlos, Florestano Daniel, Cohen Solal Philippe Mauric, Gustavo Beytelmann, Abad Salas Marina Clara |
| El Choclo                        | Dp , Gustavo Beytelmann, Juan José Mosalini |
| Elegie                           | Gustavo Beytelmann |
| Encuentro                        | Gustavo Beytelmann |
| Fantasia                         | Gustavo Beytelmann |
| Fiesta Del Senor                 | Gustavo Beytelmann, Leonardo Roberto Castillo |
| Fragmento De Tiempo              | Gustavo Beytelmann |
| Fragments D Un Jardin Melancol   | Gustavo Beytelmann |
| Fue Una Cita                     | Gustavo Beytelmann, Shattenhofe Rubin Victor |
| Genie Du Faux                    | Gustavo Beytelmann, Juan José Mosalini |
| In Memorian                      | Gustavo Beytelmann |
| Interludio Inca                  | Alvez Sugar , Gustavo Beytelmann |
| Inventario                       | Gustavo Beytelmann |
| Invention                        | Gustavo Beytelmann |
| L'arbre aux corbeaux             | Gustavo Beytelmann |
| La dentelliere                   | Gustavo Beytelmann |
| La liberté guidant le peuple     | Gustavo Beytelmann |
| Le bain turc                     | Gustavo Beytelmann |
| Le pied bot                      | Gustavo Beytelmann |
| Les archers de Darius            | Gustavo Beytelmann |
| Les fêtes venitiennes            | Gustavo Beytelmann |
| Les noces de Cana                | Gustavo Beytelmann |
| Los Gauchos Judios               | Gustavo Beytelmann, Leonardo Roberto Castillo |
| Lunar                            | Gustavo Beytelmann, Marina Cedro |
| Lunatico                         | Hermann-Christoph Müller, Gustavo Beytelmann, Eduardo Anibal Makaroff, Cohen Solal Philippe Mauric                                                 |
| Milonga De Intimidad Arr         | Urrutia Veteau Ricardo, Gustavo Beytelmann, Marina Cedro                                                                                           |
| Monna Lisa                       | Gustavo Beytelmann |
| Musica Nocturna                  | Gustavo Beytelmann |
| N'oublie pas l'homme             | Gustavo Beytelmann, Vincent Bosler Godeliez Valerie Barbara                                                                                        |
| Offertoire                       | Gustavo Beytelmann, Christian Bobin |
| Ofrenda                          | Gustavo Beytelmann |
| Otrasvoces                       | Gustavo Beytelmann |
| Phenix sur un semis de roses     | Gustavo Beytelmann |
| Piece de concert                 | Gustavo Beytelmann |
| Postango                         | Gustavo Beytelmann, Marina Cedro |
| Precolombina                     | Carlos Arturo Meyer, Gustavo Beytelmann |
| Preludio Para Una Vidala         | Carlos Arturo Meyer, Gustavo Beytelmann |
| Queridas Memorias                | Gustavo Beytelmann |
| Raices 1                         | Gustavo Beytelmann |
| Raices 2                         | Gustavo Beytelmann, Gabetta De Nicola Nestor Hugo                                                                                                  |
| Rayuela                          | Hermann-Christoph Müller, Gustavo Beytelmann, Eduardo Anibal Makaroff, Cohen Solal Philippe Mauric                                                 |
| Rebeldia Indigena                | Alvez Sugar , Gustavo Beytelmann |
| Regresa El Condor                | Alvez Sugar , Gustavo Beytelmann |
| Romance Cholo                    | Carlos Arturo Meyer, Gustavo Beytelmann |
| Serenata En El Altiplano         | Carlos Arturo Meyer, Gustavo Beytelmann |
| Sigamos                          | Gustavo Beytelmann |
| Suburbio                         | Gustavo Beytelmann, Marina Cedro |
| Suburbio Arr                     | Gustavo Beytelmann, Marina Cedro |
| Sur la route                     | Luce Dauthier , Gustavo Beytelmann |
| Tanbarroco Arr                   | Gustavo Beytelmann, Marina Cedro |
| Tango Gitano                     | Gustavo Beytelmann |
| Tgo Rojo                         | Gustavo Beytelmann, Gabetta De Nicola Nestor Hugo                                                                                                  |
| Timidez                          | Hermann-Christoph Müller, Gustavo Beytelmann, Eduardo Anibal Makaroff                                                                              |
| Travasia                         | Gustavo Beytelmann |
| Triste                           | Gustavo Beytelmann |
| Tutti                            | Gustavo Beytelmann |
| Un Lago De Harina                | Gustavo Beytelmann, Leonardo Roberto Castillo |
| Una Memoria Del Tango            | Gustavo Beytelmann |
| Venus De Milo                    | Gustavo Beytelmann |
| Violento                         | Gustavo Beytelmann, Juan José Mosalini |